# Любитівська волость
Любитівська волость — адміністративно-територіальна одиниця Ковельського повіту у складі Волинської губернії Російської імперії й Української держави, Волинського воєводства Польщі та Волинської області УРСР. Волосний центр — село Любитів.

## Російська імперія
Станом на 1885 рік складалася з 8 поселень, 8 сільських громад. Населення — 3086 осіб (1561 чоловічої статі та 1525 — жіночої), 295 дворових господарства.
|                     | Площа, десятин | У тому числі орної, десятин |
| ------------------- | -------------- | --------------------------- |
| Сільських громад    | 6705           | 3498                        |
| Приватної власності | 5393           | 2136                        |
| Казенної власності  | 1              | —                           |
| Іншої власності     | 421            | 107                         |
| Загалом             | 12520          | 5741                        |

Основні поселення волості:
- Любитів — колишнє власницьке село, за 12 верст від повітового міста, 579 осіб, 79 дворів; волосне правління, православна церква, школа, 3 постоялих будинки.
- Будище — колишнє державне село, 195 осіб, 23 двори, цегельний завод.
- Білашів — колишнє влсницьке село, 409 осіб, 43 двори, католицька каплиця, вітряк, смоляний завод.
- Волошки — колишнє державне село, 647 осіб, 53 двори, православна церква, школа, постоялий будинок.
- Рокитниця — колишнє власницьке село, 299 осіб, 33 двори, православна церква, постоялий будинок, вітряк, смоляний завод.

## Під польською окупацією
18 березня 1921 року Західна Волинь окупована Польщею. Волості було перейменовано на ґміни, відповідно, адміністративна одиниця отримала назву ґміна Любітув. Ґміна відносилася до Голобської поліційної округи, входила до Ковельського повіту Волинського воєводства. Межі та склад колишньої волості збереглися, що й за Російської імперії та Української держави.

### Межі
Ґміна Любитів на північному заході межувала з Ковельською міською ґміною. З інших боків межувала тільки з сільськими ґмінами: північ — з ґміною Нєсухоєже (центр село Воля), північний схід — ґміною Повурск, схід — ґміною Голоби, південь — ґміною Купичів, захід — ґміною Турійськ. 

### Поселення
Польською окупаційною владою на території ґміни інтенсивно велася державна програма будівництва польських колоній і заселення території поляками. На 1936 рік ґміна складалася з 22 громад:
1. Білашів — село: Білашів та урочища: Довгоноси, Крушина, Лана, Нивки, Пердечина, Свинорийське і Захора;
2. Білин — село: Білин та урочища: Дворище, Грани, Камінна, Кутелець, Лисиця, Лисищі, Перехристя, Пищики, Ріка, Рожок, Сивця, Став, Шкабара, Вовнищі й Застав;
3. Будище — село: Будище та урочища: Болотці, Буслівка, Дилянка, Криниця, Підерпа, Підлюботівщин, Підлипи, Підмалинник, Підворонщин, Заболоття, Загаття, Загороддя, Загребля, Залісок, Запотереб, Застадниця, Застінок і Заволоки;
4. Дроздні — село: Дроздні, маєток: Дроздні та урочища: Березця, Березина, Гнідищі, Коротке, Літинщина, Навтрия і Ворона;
5. Грушівка — село: Грушівка, колонія: Грушівка та урочища: Кута, Підгороватин і Широке;
6. Янівка — колонія: Янівка;
7. Каєтанівка — село: Каєтанівка та урочище: Закружі
8. Колодежне — село: Колодежне, маєток: Колодежне та урочища: Конішевщина, Малі Березинки, Підприслінське, Прислінське, Привороття, Стадниця, Ставок, Шия і Великі Березинки;
9. Колодниця — село: Колодниця;
10. Любитів — село: Любитів, урочища: Дубове, Коломлина, Ліски, Потереби, Привороття, Ритне, Рижиць, Великі Вільки, Загуменки, Запуст і Застінок та залізнична станція: Любитів;
11. Мар'янка — село: Мар'янка та урочище: Котильне;
12. Перковичі — село: Перковичі, маєток: Перковичі та урочища: Батинь, Гора, Колодневе, Колочерця, Ліски, Оснебора, Пісок, Піщанка, Підбродом, Підтерном, Пругин та Жолоби;
13. Радомлі — колонія: Радомлі;
14. Рокитниця — село: Рокитниця, колонії: Ягідне і Пересіка, маєтки: Пересіка і Рокитниця та урочища: Довга Нива, Городища, Підкадуб, Підкриниця, Постояння, Провалля, Селища, Вали, Забобрівка і Залоселиця;
15. Станіславівка — колонія: Станіславівка;
16. Стеблі — село: Стеблі, урочища: Березина, Білинські Нивки, Дубрівки, Грани, Круги Стебельські, Підясень, Преська, Пукалівка, Рудка, Волотаха, Задвір і Замутощі та залізнична станція: Стеблі;
17. Уховецьк — село: Уховецьк, маєток: Уховецьк та урочища: Берестечко, Березовець, Голоба, Гачищі, Кобилець, Косина, Ладовець, Осепса, Перевісь, Толока, Волочки, Заболоття, Заглиння, Зміна і Жовтовець;
18. Волошки — село: Волошки, маєток: Волошки та урочища: Багон, Чистолужа, Дубне, Добриня, Домалнис, Кут-Заклуня, Сидильне, Суховірш і Залісся;
19. Ворона — село: Ворона, маєток: Ворона та урочища: Лузги і Підкошира:
20. Вілька Любитівська — село: Вілька Любитівська та урочища: Града, Гвоздятин, Потереба і Стягель;
21. Засмики — колонія: Засмики;
22. Застав'я — село: Застав'я, маєток: Застав'я та урочища: Хлібин, Калинник, Вербинник і Запуче.

## СРСР
Після радянської анексії західноукраїнських земель поновлено найменування «Любитівська волость», 27 листопада 1939 р. волость у складі Ковельського повіту увійшла до новоутвореної Волинської області. 17 січня 1940 р. з Любитівської та Нєсухоїзької волостей та міста Ковель утворено Ковельський район, а волості ліквідовані. 

## Сучасність
Нині громади, що входили до складу волості, належать до Білашівської, Дрозднівської, Любитівської, Радошинської сільських рад і Колодяжненської  сільської громади у межах сучасного Ковельського району.